# ル・マンへ熱き涙を
ル・マンへ熱き涙を～日本初優勝への男と女の長く熱い24時間（ル・マンへあつきなみだを・にほんはつゆうしょうへのおとことおんなのながくあつい24じかん）は、1992年6月15日の20:00-21:48にテレビ朝日系列にて放映された、単発スペシャルのテレビドラマ。

## 概要
- 1991年6月23日、マツダ・787Bがル・マン24時間レースで日本の自動車メーカーとして初優勝、またレシプロエンジン以外を搭載した車としての初優勝を飾った。その実話をベースにしたドラマであり、ロータリーエンジンの誕生からル・マン24時間レースへの挑戦、最後の闘いでの優勝へ至るまでの、人々の苦闘・奮闘の歴史を描いている。
- マツダ・マツダスピード他の全面協力にて、実際のレース映像・レース車輌・往年のマツダの名車が次々登場した。

## キャスト
- 菊島清一（マツダ技術監督） - 古谷一行
- 菊島和子（妻） - 市毛良枝
- 谷正子 - 宮崎淑子
- 河野正樹 - 阿部寛
- 沢村一三 - 佐藤B作
- 明美（沢村の妻） - 南條玲子
- 片岡（テストドライバー） - 勝野洋
- おもちゃメーカー社長 - 藤田まこと
- 安西亮一 - 愛川欽也
- 坂上 - 西田健
- 黒部進
- 河原さぶ
- 出光元
- 井川晃一
- 浜博文
- 山上健一 - 丹波哲郎
- 北見勝彦（マツダスピードチーム監督） - 江守徹
- ル・マン実況及び解説 - 三浦智和、津々見友彦（本人役）
- 寺田陽次郎（本人役）
- レナウンチャージクイーン - 佐藤千代、細谷智子、遠藤賀子
- 細田明
- 久保晴輝
- 奈良坂篤
- 吉川理恵子
- なかや花
- 松尾浩一
- 池田剛章
- 原元大仁
- 星川龍美
- 嶋田明日香
- 佐々木一成
- 橋本史優奈
- 佐藤里菜
- ナレーター - 中江真司

　ほか

## スタッフ
- 協力 - マツダ、マツダスピード、FISA（現：FIA）、ACO
- 脚本 - 小川英、朝永振一
- 監督 - 山本邦彦
- レース監修 - 三浦正人(マツダスピード)
- 音楽 - 大野克夫
- EDテーマ - 山梨鐐平「ARRIVEDERCI AMORE CIAO」
- 助監督 - 井坂聡、藤江義正
- 技術協力 - オーエイギャザリング
- ビデオ編集 - 共同テレビジョンビデオ編集センター
- 撮影協力 - フランス政府観光局、ヨコハマモーターセールス
- 映像協力 - テレビ朝日、広島ホームテレビ、コックスプロジェクト
- プロデュース - 高橋正樹(テレビ朝日)、福湯通夫、坂上順、生田篤
- 制作 - テレビ朝日、東映